# Мен и Луара
Мен и Луа́ра (фр. Maine-et-Loire, брет. Maine e Léger) — департамент на западе Франции, один из департаментов региона Пеи-де-ла-Луар. Порядковый номер — 49. Административный центр — Анже. Население — 808 298 человек (27-е место среди департаментов, данные 2010 года).

## География
Площадь территории — 7166 км². Департамент расположен в долине реки Луары.
Департамент включает 4 округа, 41 кантон и 363 коммуны.

## История
Мен и Луара образован в числе первых 83 департаментов во время Великой французской революции в марте 1790 года на территории бывшей провинции Анжу. Название происходит от рек Мен и Луара.
На местном кладбище Водельнэ (Vaudelnay) похоронен известный французский пилот Франсуа Север, погибший во время практики перед Гран-при США 1973 года.

## Достопримечательности
- Замок Серран